# St.-Remigius-Krankenhaus Opladen
Das St.-Remigius-Krankenhaus Opladen ist ein Krankenhaus in Leverkusen und befindet sich in Trägerschaft der Alexianer Gruppe. Der Standort hat rund 550 Mitarbeiter. Jährlich werden hier etwa 10.000 stationäre und 20.000 ambulante Patienten behandelt.

## Geschichte
Die Initiative, in Opladen ein Krankenhaus zu errichten, ging von der katholischen Pfarrgemeinde St. Remigius aus. Um das nötige Kapital für einen Neubau zu gewinnen, verkaufte die Gemeinde das so genannte Alte Kloster in der Altstadtstraße, den bisherigen Mittelpunkt der ambulanten Krankenpflege. Schenkungen frommer Bürger, finanzielle Hilfen der Stadtverwaltung und einzelner Industrieunternehmen füllten den Baufonds rasch, so dass in der damaligen Rennbaumstraße – heute An St. Remigius – gebaut werden konnte. Das neue, dem heiligen Josef geweihte Krankenhaus wurde am 20. Februar 1891 eröffnet. Die Krankenpflege übernahmen die in Opladen schon länger erfolgreich tätigen Schwestern des Ordens der Armen Dienstmägde Jesu Christi.
Nach dem Zusammenschluss Opladens mit Leverkusen im Jahr 1975 sollten Verwechslungen mit dem Leverkusener St. Josef Krankenhaus vermieden werden. Folglich übernahm das Krankenhaus den Namen des Pfarrpatrons St. Remigius und hieß dann Remigius Krankenhaus Opladen. von 2009 bis 2024 gehörte das Haus zur Kplus Gruppe und heißt seitdem St. Remigius Krankenhaus Opladen.
Bis zum August 2022 verfügte das Haus über einen zweiten Standort, dem St.-Josef-Krankenhaus Wiesdorf (Spezialklinik für Geriatrie). Der Fachbereich der Geriatrie wurde verlagert und ist nun im Opladener Krankenhaus.
Seit Februar 2024 gehört die Klinik zur Alexianer Gruppe und heißt nun Alexianer St. Remigius Krankenhaus Opladen.

## Fachbereiche
- Innere Medizin mit Schlaflabor
- Viszeral- und Thoraxchirurgie
- Orthopädie und Unfallchirurgie
- Wirbelsäulenzentrum
- Hals-, Nasen- und Ohrenheilkunde (Belegabteilung)
- Anästhesie und Intensivmedizin
- Geriatrie

Darüber hinaus gibt es zertifizierte Zentren, deren Einzugsgebiet teils weit über das Stadtgebiet hinausreicht:
- Zentrum für Alterstraumatologie
- Regionales Traumazentrum
- EndoProthetikZentrum der Maximalversorgung
- Darmzentrum
- Wirbelsäulenspezialzentrum
- akkreditiertes Schlaflabor